# Connecticut
Connecticut (anglická výslovnost  [kəˈnɛtɪkət]IPA, oficiálně State of Connecticut) je stát nacházející se na východním pobřeží Spojených států amerických, v oblasti Nové Anglie severovýchodního regionu USA. Connecticut hraničí na západě s New Yorkem, na severu s Massachusetts a na východě s Rhode Islandem. Jižní ohraničení státu tvoří průliv Long Island Sound (součást Atlantského oceánu), který jej odděluje od ostrova Long Island, jež patří New Yorku. Ve státě Connecticut sídlí Yaleova univerzita.

## Historie

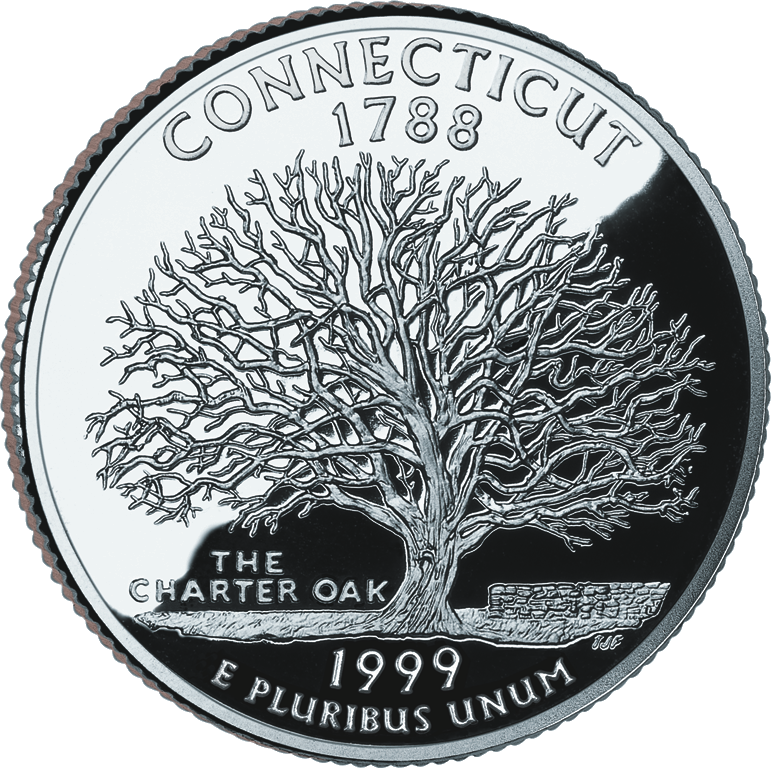
Čtvrtdolar státu Connecticut (paměťní mince), autor T. James Ferrell

Angličané založili v roce 1636 na území dnešního státu tři kolonie, které se v následujících desetiletích sloučily s největší z nich. Ta získala jméno Connecticut podle stejnojmenné řeky, jejíž název byl odvozen z poangličtělé výslovnosti slova z algonkinských jazyků, které označovalo „dlouhou přílivovou řeku“. Provincie se roku 1776 stala jedním z původních třinácti zakládajících států USA. Connecticut jako pátý stát v pořadí ratifikoval Ústavu Spojených států amerických, k čemuž došlo 9. ledna 1788.
Založili jej massachusettští puritáni, hledající lepší půdu a přístup k obchodu s kožešinami. Usídlili se ve městech Wethersfield, Windsor a Hartfordu na řece Connecticut. Jako odpověď na nebezpečí útoku ze strany Indiánů, kteří žili na opačné straně řeky založili v Connecticutu samosprávnou kolonii. Indiáni nakonec zaútočili, ale osadníci útok odrazili.

## Symboly

### Další symboly
Mottem státu je „Qui Transtulit Sustinet“, květinou Kalmia latifolia, stromem dub bílý, ptákem drozd stěhovavý a písní Yankee Doodley Dandy.

## Geografie
Se svou rozlohou 14 357 km² je Connecticut třetím nejmenším státem USA, v počtu obyvatel (3,6 milionu) je 29. nejlidnatějším státem a s hodnotou hustoty zalidnění 285 obyvatel na km² je na čtvrtém místě. Hlavním městem je Hartford se 125 tisíci obyvateli. Největšími městy jsou Bridgeport se 150 tisíci obyvateli, dále New Haven (130 tisíc obyv.), Stamford (130 tisíc obyv.) a Waterbury (110 tisíc obyv.). Connecticutu patří 154 km pobřeží Atlantského oceánu. Nejvyšším bodem státu je úbočí hory Mount Frissell na hranicích s Massachusetts s nadmořskou výškou 725 m. Největšími toky jsou řeky Connecticut, Pawcatuck, která tvoří hranici se státem Rhode Island, Quinnipiac a Housatonic.

## Obyvatelstvo

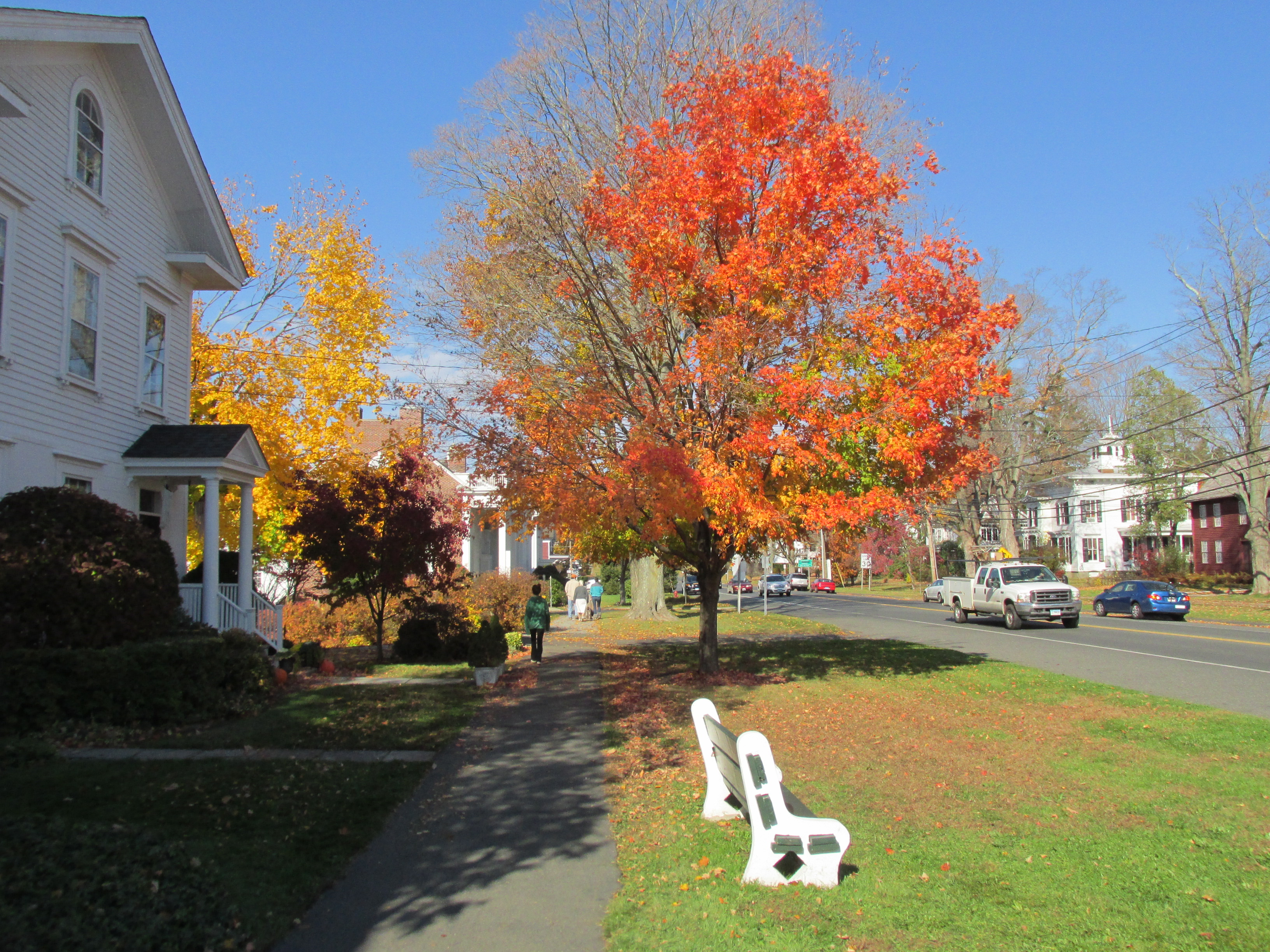
Newtown v Connecticutu

Podle sčítání lidu z roku 2010 v Connceticutu žilo 3 574 097 obyvatel. Podle sčítání z roku 2000 zde žilo 3 405 565 obyvatel.

### Rasové složení
- 77,6 % Bílí Američané
- 10,1 % Afroameričané
- 0,3 % Američtí indiáni
- 3,8 % Asijští Američané
- 0,0 % Pacifičtí ostrované
- 5,6 % Jiná rasa
- 2,6 % Dvě nebo více ras

Obyvatelé hispánského nebo latinskoamerického původu, bez ohledu na rasu, tvořili 13,4 % populace.

### Náboženství
- křesťané – 83 %
  - protestanti – 48 %
    - baptisté – 10 %
    - episkopální církve – 6 %
    - metodisté – 4 %
    - luteráni – 4 %
    - United Church of Christ – 2 %
    - jiní protestanti – 22 %

  - římští katolíci – 34 %
  - jiní křesťané – 1 %
- židé – 3 %
- jiná náboženství – 1 %
- bez vyznání – 13 %